# Luca d’Andrea della Robbia
Luca d’Andrea della Robbia (* nach 1482 wahrscheinlich in Florenz; † nach dem 17. Februar 1547 wahrscheinlich in Paris) war ein italienischer Bildhauer und Dominikaner. Gelegentlich wird er auch als Luca della Robbia der Jüngere bezeichnet.

## Leben
Luca d’Andrea della Robbia war einer von sieben Söhnen des Bildhauers Andrea della Robbia und seiner Frau Giovanna di Piero di Ser Lorenzo di Paolo, die in den Jahren 1467 bis 1488 geboren wurden. Er wurde von seinem Vater ausgebildet. Zu seinen bedeutendsten Aufträgen gehörte die Herstellung der Majolikafliesen für die Loggien von Raffael. In einem Dokument vom 10. September 1518 wird er als „Frate“ bezeichnet, so dass es heute als sicher gilt, dass er, wie seine Brüder Marco und Paolo (als Fra Ambrogio und Fra Mattia), dem Dominikanerorden beitrat. Was aus den Brüdern Antonio (* 1467) und Francesco (* nach 1472) wurde, ist nicht bekannt. Später folgte er seinem Bruder Girolamo della Robbia nach Frankreich, wo er 1546 Steuerfreiheit erhielt. Sein älterer Bruder Giovanni della Robbia (1469 – um 1529) war der drittgeborene Sohn seiner Eltern und hatte seinen Vater schon früh bei dessen Arbeiten unterstützt.
D’Andrea della Robbia gehörte zur dritten Generation der bedeutenden florentinischen Künstlerfamilie. Seine Werke sind solide ausgeführt und stehen ganz in der Tradition der Della Robbia-Werkstatt.

## Werke (Auswahl)
- Monte San Savino, Santa Chiara

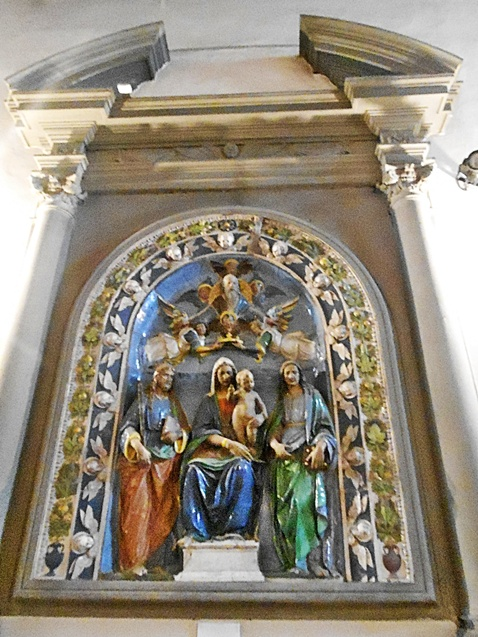
Madonna con bambino e santi (San Mauro a Signa)

  - Die Anbetung des Kindes (zugeschrieben)
- San Mauro a Signa, Chiesa Parrocchiale
  - Tabernakel mit der Krönung Mariens
- Verbleib unbekannt
  - Bildnisbüste einer Frau. 1530 (zugeschrieben – am 19. Februar 2003 bei Finarte Semenzato in Mailand versteigert)
  - Engel der Anbetung (am 19. April 2001 bei Franco Semenzato in Venedig verkauft)
  - Früchtekorb (am 15. Dezember 2001 bei Franco Semenzato in Florenz verkauft)